# Magura Witowska (szczyt)
Magura Witowska (słow. Oravická Magura, Magura, 1232 m) – szczyt Orawicko-Witowskich Wierchów (część Pogórzy Przedtatrzańskich, dawniej część Pogórza Spisko-Gubałowskiego). Jest najwyższym szczyt polskiej części Pogórza znajdującym się w ich grani głównej pomiędzy Przysłopem Witowskim (1164 m) a Maśniakową (972 m). Przez jego wierzchołek przebiega granica polsko-słowacka oraz Wielki Europejski Dział Wodny pomiędzy zlewiskami Morza Czarnego i Bałtyku. Południowe i zachodnie stoki Magury Witowskiej opadają do Doliny Cichej Orawskiej, spływające z nich potoki zasilają Cichą Wodę Orawską i Orawicę, natomiast północno-wschodnie opadają do doliny Czarnego Dunajca. W kierunku północno-zachodnim odchodzi od Magury Witowskiej długi grzbiet boczny, w którym pierwszym, sąsiadującym z Magurą, wzniesieniem są Wyżnie Działy.
Góra jest w większości zalesiona, jednakże na jej północnych stokach, na słowackim terenie znajduje się duża polana Magura Witowska (słow. Poľana Magura). Po polskiej stronie, w górnej części stoku północno-wschodniego, położone są duże, należące do Witowa polany: Bzdykówka i Basiorówka Z rzadkich w Karpatach gatunków roślin stwierdzono występowanie siedmiopalecznika błotnego. 
W słowackim podziale fizyczno-geograficznym Magura zaliczana jest do Skoruszyńskich Wierchów.

## Szlaki turystyczne
Witów – Mnichówka, Urchoci Wierch – Przysłop Witowski. Czas przejścia 1:45 h, ↓ 1:15 h
  po stronie słowackiej: Orawice – rozdroże pod Magurą. Czas przejścia 1:35 h, ↓ 1:10 h